# 旧德伯恩
旧德伯恩（德語：Altdöbern，發音：[ˈaltˌdøːbɐn]）是德国勃兰登堡州上施普雷瓦尔德-劳西茨县的市镇，与新德伯恩相邻，面积61.54平方千米，2023年12月31日人口为2,415人。